# Wien Cobbenhagen

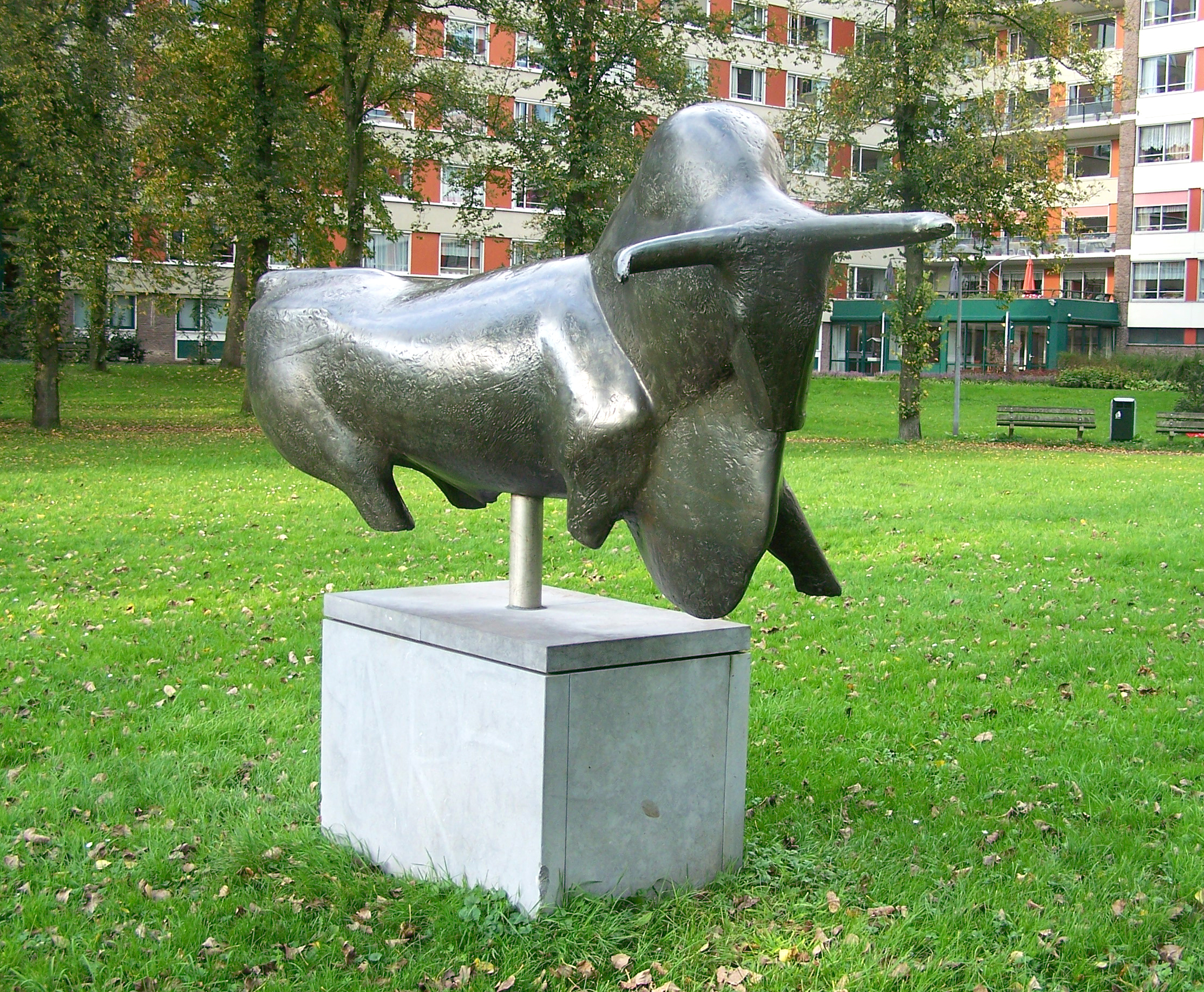
Wending (1988)

Winandus Marie (Wien) Cobbenhagen (Valkenburg, 2 januari 1950 – Amsterdam, 12 november 2015) was een Nederlands beeldhouwer en medailleur.

## Leven en werk
Cobbenhagen studeerde aan de Tilburgse academie (1970-1972), bij Gerard Princée en Felix van der Linden, en vervolgens aan de Rijksakademie van beeldende kunsten in Amsterdam (1972-1976), als leerling van Piet Esser, Paul Grégoire en Theresia van der Pant. Hij won de Willem F.C. Uriôt Kunstprijs.
Cobbenhagen maakte figuur- en diervoorstellingen en penningen. Groei, stieren en bomen zijn terugkerende thema's in zijn werk. Hij exposeerde onder andere bij Kunsthandel Ina Broerse in Laren (1982), waar hij naast beeldhouwwerk een dertigtal penningen toonde, en bij Galerie d'Eendt (1985).
Wien Cobbenhagen overleed op 65-jarige leeftijd.

## Enkele werken
- 1982 Kiem, jaarpenning van de Vereniging voor Penningkunst, rond het thema groei.[5]
- 1988 Wending, Park Vechtzoom, Utrecht.
- 1989 Stier, Jacob van Ruisdaelweg / Koningin Wilhelminalaan, Ouderkerk aan de Amstel.[6]
- De Stier, Tolakkerweg (bij voormalig gemeentehuis), Maartensdijk.

- RKD-Nederlands Instituut voor Kunstgeschiedenis: 17367